# 哈弗韋島
哈弗韋島（英語：Halfway Island）是南極洲的島嶼，位於昂韋爾島西南岸，處於利奇菲爾德島西北面4公里，屬於帕默群島的一部分，由比利時探險隊發現，現時由南極條約體系管理。